# Tremplin de Rukatunturi
Le tremplin de Rukatunturi, le plus grand de Finlande, se situe dans la station de sports d'hiver de Ruka, à 20 kilomètres au nord de Kuusamo.

## Histoire
Construit en 1964, le tremplin est rénové en 1996.
Avec sa position géographique (il n'est pas rare d'y observer −20 °C vers la fin novembre), le tremplin de Rukatunturi est de 2003 à 2014 la première étape de la Coupe du monde de saut à ski.

## Galerie

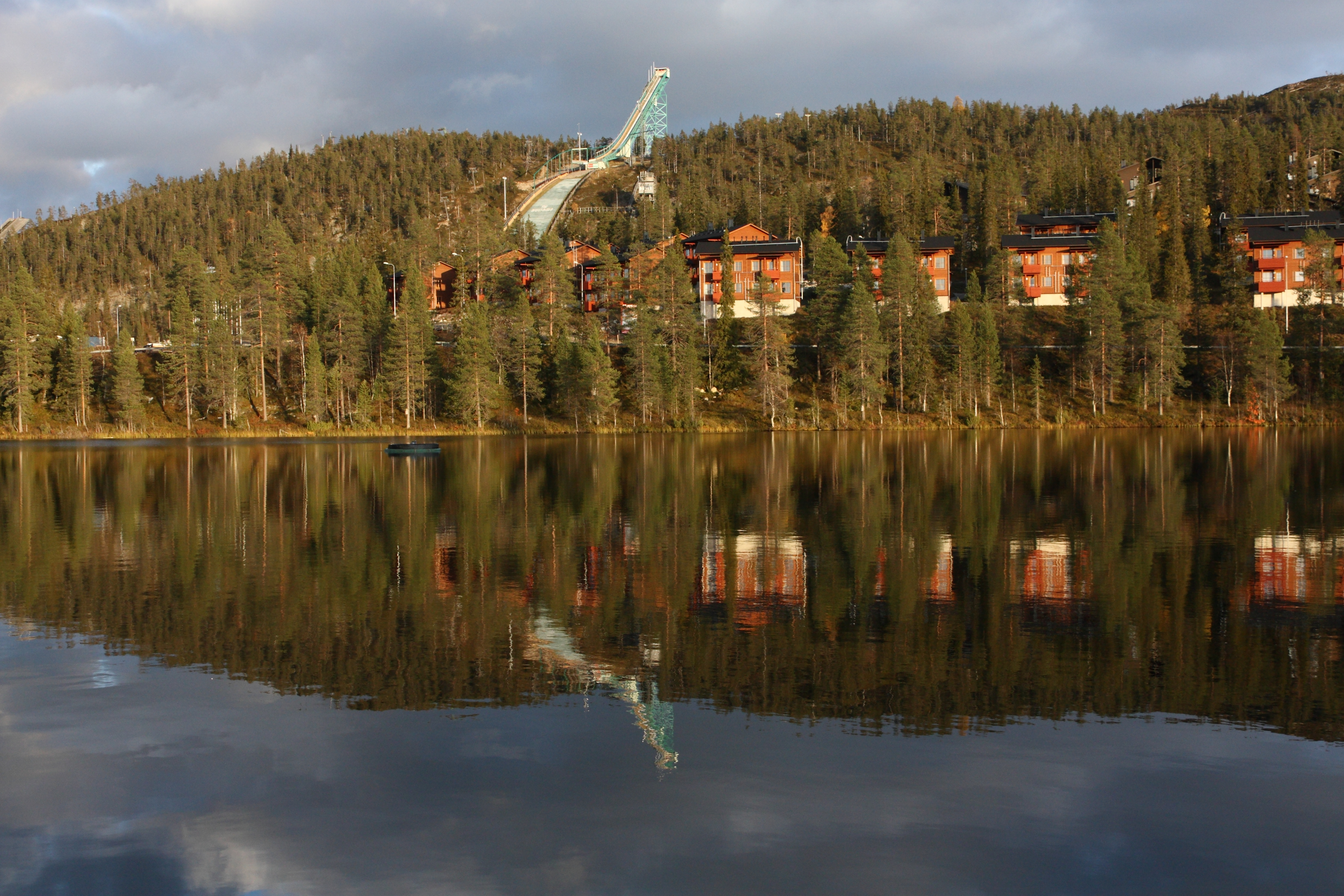
Le tremplin de Rukatunturi en octobre 2009.